# Уналашка (остров)

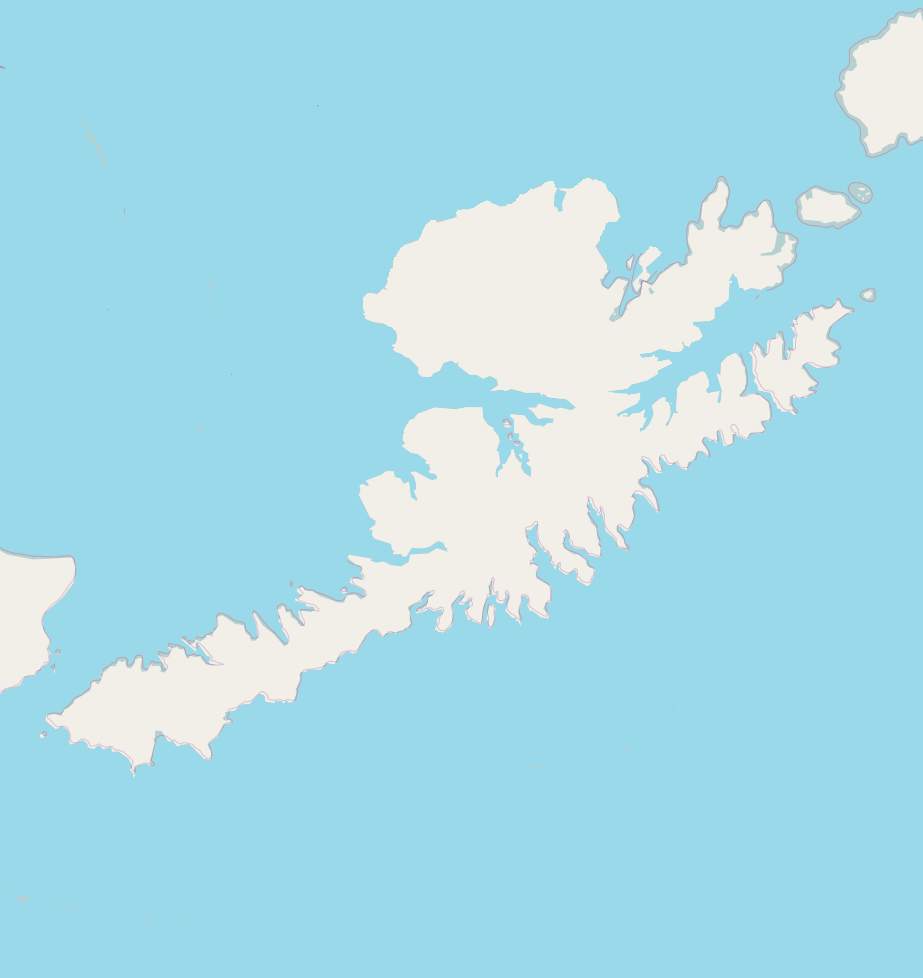
Карта острова Уналашка

Унала́шка (англ. Unalaska, алеут. Nawan-Alaxsxa) — остров из группы Лисьих островов, расположенной в центральной части Алеутских островов, к юго-западу от Аляски. Был крупным центром Российско-американской компании — здесь располагалась Уналашкинская контора.
Площадь острова — 2721 км². Высшая точка острова — вулкан Макушин, высота которого составляет 2036 метров. Город Уналашка занимает часть острова и часть соседнего острова Амакнак.

## Этимология
Название «Уналашка» — алеутское. Существует несколько теорий о его происхождении; по одной из них название происходит от слова Unanak, являющегося самоназванием алеутов.

## История
В 1763 году остров стал центром Восстания алеутов Лисьей гряды.
Остров (вкупе с любопытными подробностями о быте насельников) описан под названием Уналашка или Агуналяска у Г.И. Шелихова в его «Путешествии г. Шелехова с 1783 по 1790 год из Охотска по Восточному Океану к Американским берегам...»:

Уналашка и Агуналяска, знатнейший Лисьевской остров, по свидетельству одних имеет в длину 120, а по другим 200 верст, в ширину от 10 до 18 верст, и лежит под 53 градусом 29 мин. Северной широты, и от 213 до 215 градуса долготы. С Северной стороны сего острова есть три залива, из которых один, называемый Удага простирается по Северовосточной и Югозападной стороне почти до самой половины острова. Лесу на нем ни какого, кроме сланцу талового ненаходится; Ясашных и неясашных жителей до 200. Мущины платье носят птичье и кишешные, камлей и шапки деревянные, а женщины котиковы; в губах и носу носят кости, в ушах бисер и корольки разного цвета, но преимущественно белого; волосы с переди стригут, а с зади вяжут пучком и выпускают виски; юрты строят из наносного лесу, вкапеваясь в землю на сажень; по разным речкам промышляют рыбу красную, белую, кижичь, гольцы и горбушу; и к пище служащие ягоды Малину, Шикшу, Черницу, Сарану, сладкую траву, корень Макарша и другой желтой, подобной осолодке. На сем острове водятся Лисицы чернобурые, сиводушки и красные; морские Нерпы, Сивучи и малое число Бобров. Обыватели Уналашки на промысел зверей и Китов выезжают на байдарах в Маие месяце человек по 100; стреляют из луков и мечут с доски стрелою, которая длиною около двух аршин, и у которой в конце вставливается острая кость или камень, служащий вместо железца, к стрелам привязывают пузырьки, чтоб они потонуть не могли.

В эпоху Русской Америки (начало XIX века) на острове в Капитанской бухте было построено поселение Иллилюк — административный центр Уналашкинского отдела. Там жило 12 русских промышленников с женами и 70 алеутов обоего пола.
В 1867 году территория перешла в состав Северо-Американских Соединённых Штатов в результате сделки с Российской империей. Ныне входит в состав штата Аляска, образованного с 1959 года.

## Достопримечательности
- Православная Церковь Вознесения (1825).
- Еловый парк, в котором сохранились деревья, посаженные в 1805 русскими поселенцами.
- Капитанская гавань, где похоронен один из правителей Уналашкинской конторы — Я. Д. Дорофеев.